# Christine Steger (Behindertenanwältin)

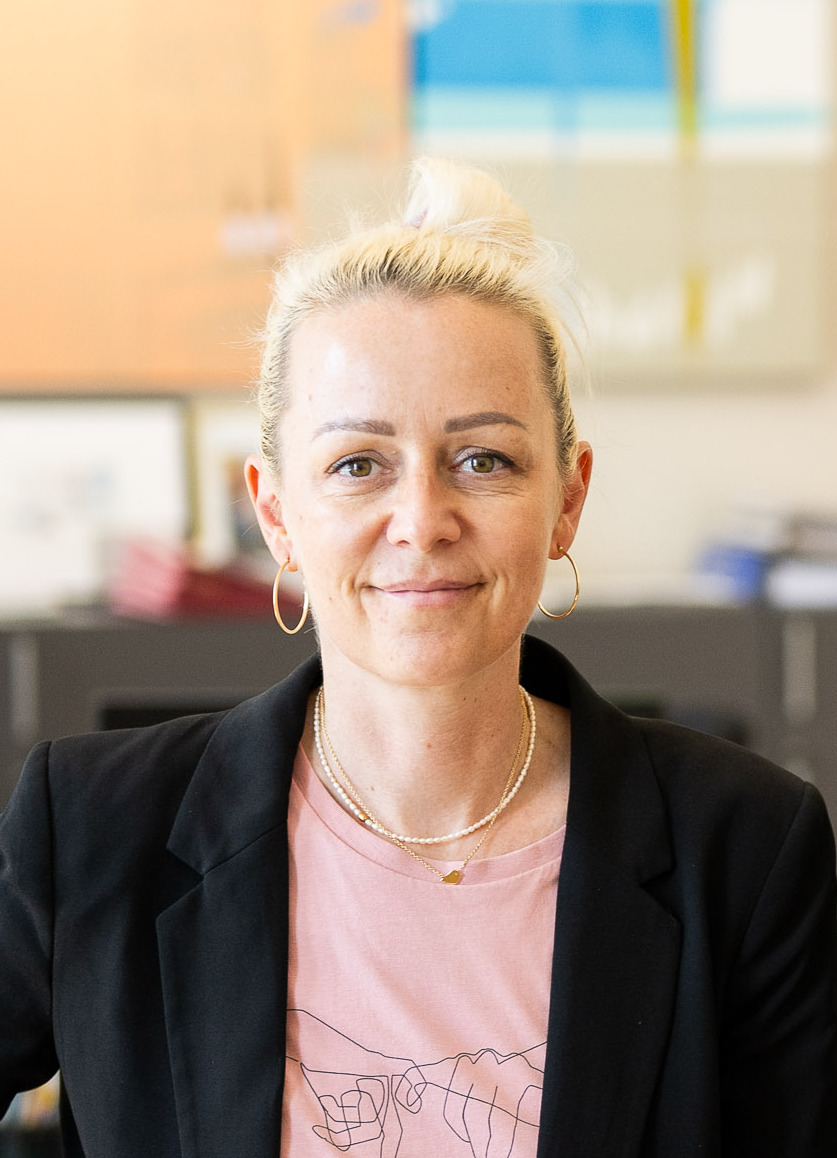
Christine Steger (2023)

Christine Steger (* 1980 in St. Johann in Tirol) hat von 2004 bis 2023 an der Universität Salzburg die Abteilung Family, Gender, Disability und Diversity geleitet und ist seit März 2023 Anwältin für Gleichbehandlungsfragen für Menschen mit Behinderungen.

## Leben
Nach einem Verkehrsunfall 1999 wurde Steger das linke Bein amputiert und sie trägt seitdem eine Oberschenkelprothese. Sie studierte Romanistik, Spanisch und Kommunikationswissenschaften. 2004 wurde sie Universitätsangestellte und später Leiterin der Abteilung Familiy, Gender, Disability & Diversity (FGDD). 2017 kandidierte sie als Spitzenkandidatin im Land Salzburg für die Grünen für den österreichischen Nationalrat, doch die Partei erreichte den Einzug in das Parlament nicht. 2018 wurde sie Leiterin des Unabhängigen Monitoringausschusses zur Überwachung der Einhaltung der UN-Konvention über die Rechte von Menschen mit Behinderungen. 2023 folgte sie Hansjörg Hofer als Anwältin für Gleichbehandlungsfragen für Menschen mit Behinderungen ("Behindertenanwältin") nach.
Steger setzt sich zudem für die Rechte von Frauen ein.